# 当州
当州（とうしゅう）は、中国にかつて存在した州。唐代に現在の四川省黒水県一帯に設置された。

## 概要
647年（貞観21年）、唐により松州が分割されて、当州が置かれた。利川に州治が置かれ、通軌・左封の2県を管轄した。657年（顕慶2年）、左封県を悉州に移管した。677年（儀鳳2年）、逢臼橋に州治を移した。742年（天宝元年）、当州は江源郡と改称された。758年（乾元元年）、江源郡は当州の称にもどされた。当州は剣南道に属し、通軌・和利・谷利の3県を管轄した。